# Ceratosolen indigenus
Ceratosolen indigenus är en stekelart som beskrevs av Wiebes 1981. Ceratosolen indigenus ingår i släktet Ceratosolen och familjen fikonsteklar. Inga underarter finns listade i Catalogue of Life.